# Радослав Кавенцький
Радослав Кавенцький (пол. Радослав Кавецький, 16 серпня 1991) — польський плавець.
Учасник Олімпійських Ігор 2012, 2016 років.
Призер Чемпіонату світу з водних видів спорту 2013, 2015 років.
Чемпіон світу з плавання на короткій воді 2012, 2014, 2016 років, призер 2018 року.
Чемпіон Європи з водних видів спорту 2012, 2014, 2016 років, призер 2018 року.
Чемпіон Європи з плавання на короткій воді 2011, 2012, 2013, 2015, 2019 років, призер 2009, 2017 років.
Призер Чемпіонату світу з плавання серед юніорів 2008 року.